# Skruvstycke

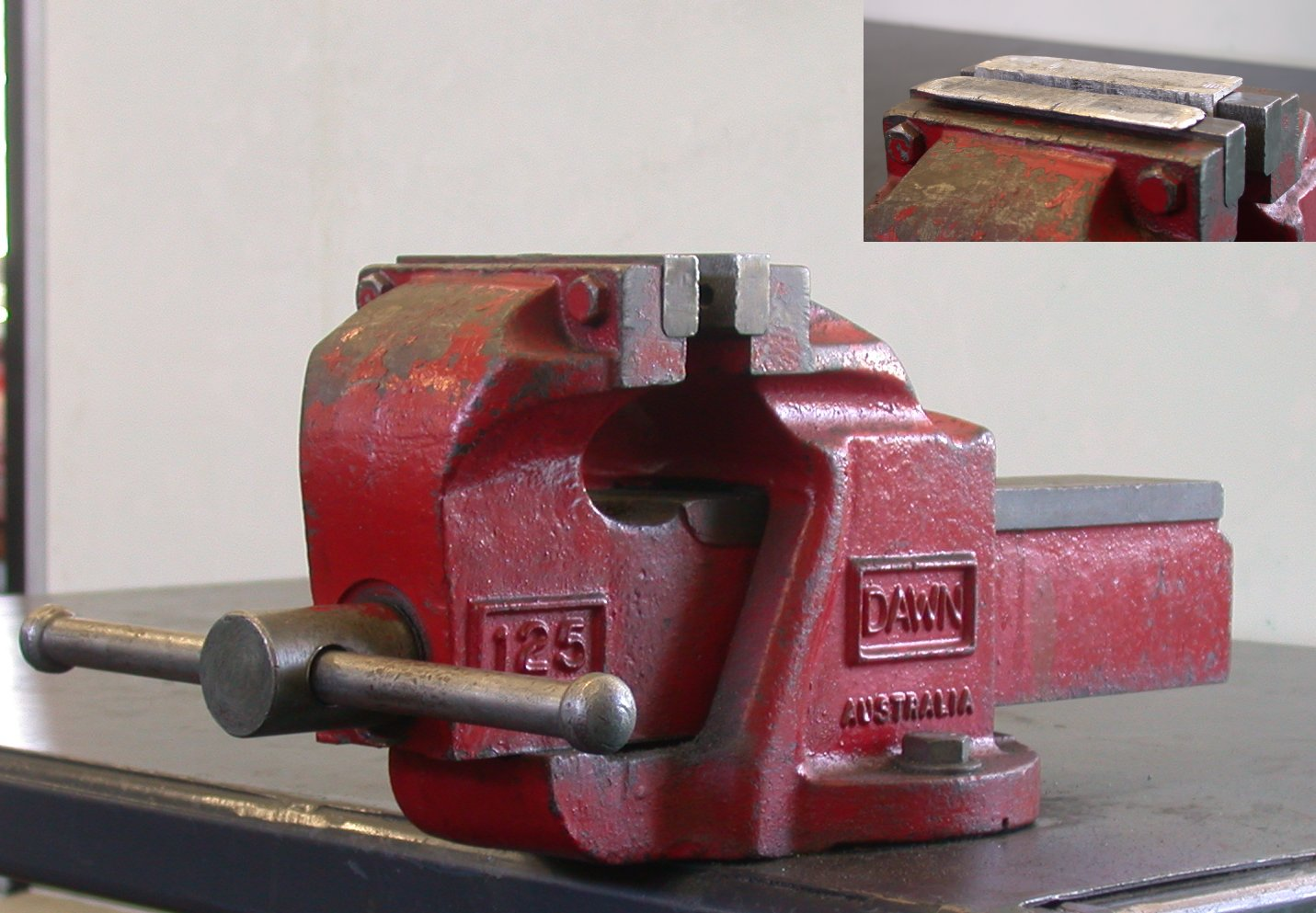
Bänkskruvstycke

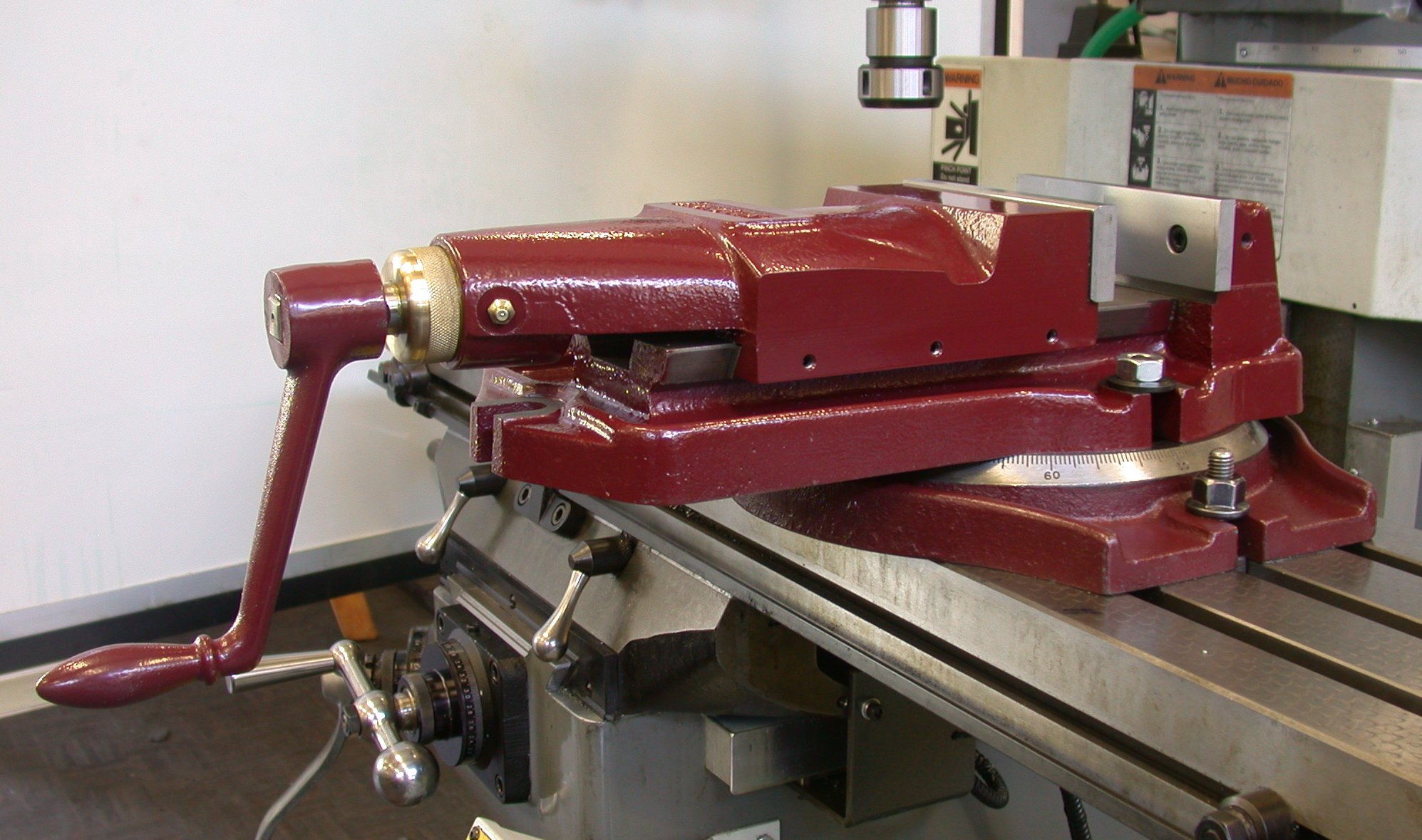
Maskinskruvstycke

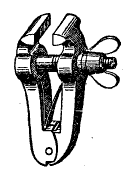
Filklove

Skruvstycke, även kallat skruvstäd [ett ord som förekommer redan på 1670-talet (Gränna rådhusrätt)], är ett verktyg, varmed ett arbetsstycke fasthålls under bearbetning.

## Bänkskruvstycke
Den vanligaste sortens skruvstycke är bänkskruvstycket som finns i så gott som alla verkstäder och hobbyrum. Bänkskruvstycket är i allmänhet fast monterat på en arbetsbänk eller dylikt. Backarna som håller arbetsstycket kan vara utbytbara och tillverkade av olika material. Stål är vanligast, men även plast eller hårt gummi används för att skydda arbetsstycket från skador. Backarna har ofta särskilda spår eller urgröpningar för att säkra fastsättningen av runda arbetsstycken. I en hyvelbänk är skruvstädet ofta tillverkat i trä.

## Maskinskruvstycke
En annan typ av skruvstycke är maskinskruvstycket som är anpassat för användning vid maskinell bearbetning av material i fräsar och andra verktygsmaskiner. Det kan vara utrustat med mekanisk eller hydraulisk kraftförstärkning, för att öka spännkraften. I skruvstycket kan också ett anhåll vara fäst, för att arbetsstycket ska komma på exakt samma plats, vid serietillverkning.

## Borrskruvstycke
En enklare form av maskinskruvstycke, avsett att användas i borrmaskin. Det går att spänna fast i bordet i därför avsedda spår, men användes ofta handhållet. Käftarna har ibland V-spår, för vinkelrät uppspänning av cylindriska detaljer. Även frästa spår i ovankanterna kan finnas, för att hålla detaljer plant, utan att de glider ned i skruvstycket.

## Handskruvstycke
En mindre typ av skruvstycke avsett att hålla i handen. En variant kallas Filklove.